# 尊·卡素
尊·卡素（英語：John Castle，1940年1月14日—）是一名英國電影、電視及舞台演員，參與作品中最出名的有BBC電視劇《我，克勞地亞斯》（I, Claudius）和電影《冬獅》、《新埃及妖后》（Antony and Cleopatra）及《武士英魂》（Man of La Mancha）。

## 生平
於薩里郡的克羅伊登（Croydon，現屬倫敦）出生，中學畢業於布賴頓學院（Brighton College）。大學在都柏林聖三一學院（Trinity College, Dublin）就讀，演技受訓於皇家演藝學院（Royal Academy of Dramatic Art）。
已婚，妻子為作家Maggie Wadey。

## 參與作品

### 電影
- 《春光乍洩》（Blowup，1966）
- 《冬獅》（The Lion in Winter）
- 《新埃及妖后》（Antony and Cleopatra）
- 《武士英魂》（Man of La Mancha）
- The Rollicking Adventures of Eliza Fraser
- Eagle's Wing
- 《鐵甲威龍3》（RoboCop 3）
- 《戰地中聲》（Gods and Generals）

### 電視
- 《密諜》(The Prisoner，1967)
- Softly, Softly (1973)
- 《我，克勞地亞斯》（I, Claudius）
- The New Avengers (1976)
- Lillie (1978)
- 1990 (1977)
- The Professionals
- Strangers
- Reilly, Ace of Spies
- Tales of the Unexpected
- 《奇案女王系列：白羅》（Agatha Christie's Poirot）
- Miss Marple
- Lost Empires（與羅蘭士·奧利花同台演出）
- Inspector Morse
- Lovejoy
- 《急诊室》
- The Three Hostages
- The Adventures of Sherlock Holmes
- 《英國特警隊》（Spooks）
- The Princes in The Tower (Channel 4，2005)，飾Dr.John Argentine

## 舞台
- 《亨利五世》（Henry V）

## 外部連結
- 尊·卡素在互联网电影资料库（IMDb）上的資料（英文）